# Tuchtrecht

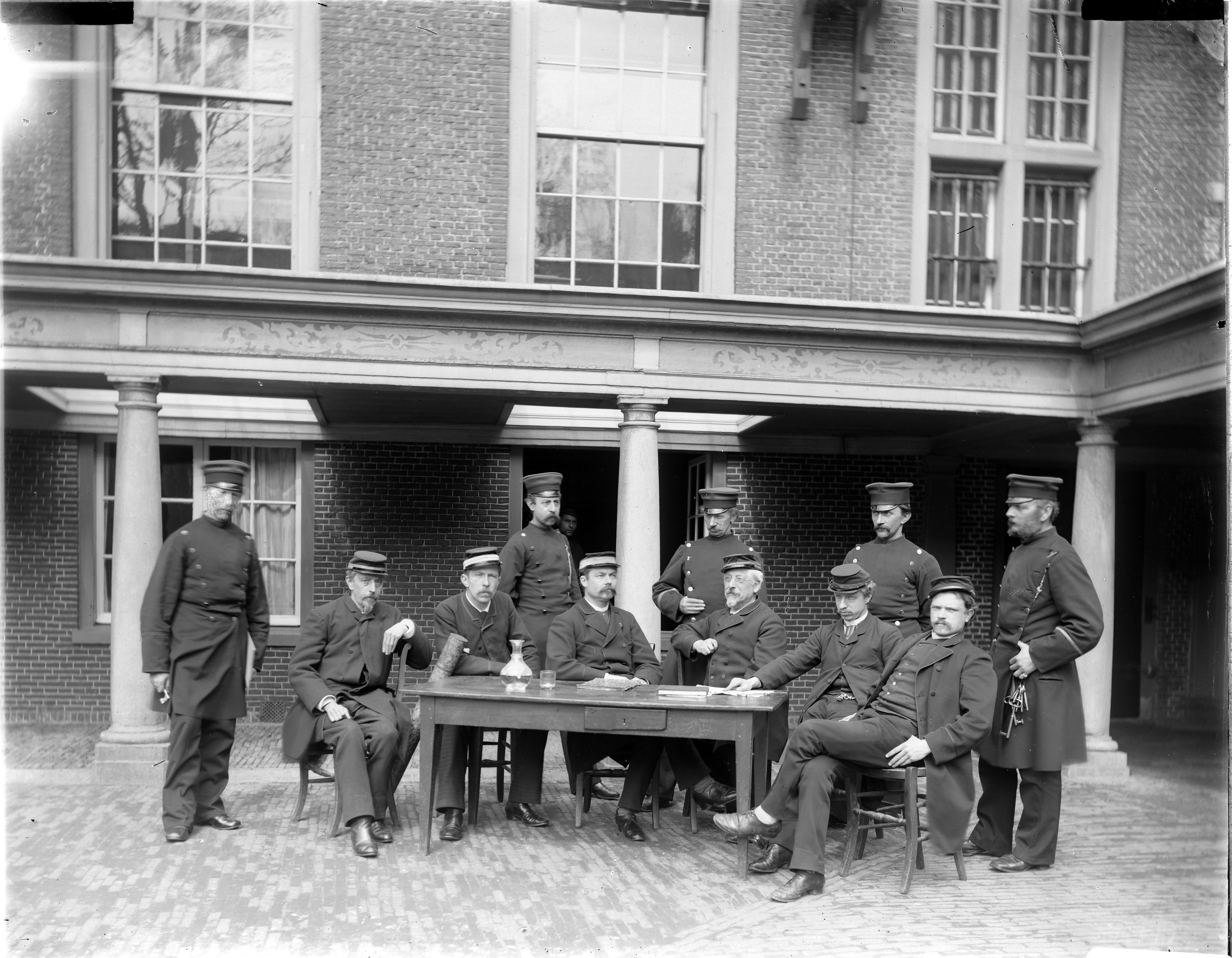
Groepsfoto van het personeel van de Militaire Strafgevangenis in het voormalige Pesthuis te Leiden. 1880

Tuchtrecht is in Nederland en België dat deel van het publieke recht dat aan de overheid de bevoegdheid geeft personen die tot een bepaalde beroepsgroep behoren (bijvoorbeeld advocaten, notarissen, accountants, medici en bankiers) een bepaald nadeel toe te brengen ter bevordering van een behoorlijke vervulling van hun taak. Voor aansprakelijkheid volgens tuchtrecht is geen opzet vereist.

## Nederland
Het wettelijk tuchtrecht zou voor verschillende beroepsgroepen, waaronder het notariaat, de advocatuur etc., geüniformeerd worden met een Kaderwet tuchtprocesrecht. Dit ging echter niet door.

## België
België kent verschillende beroepsgroepen die aan tuchtrechtelijke regels gebonden zijn, zoals het notariaat, de advocatuur, de geneeskunde, de beoefenaars van de psychologie en de politie.